# Cissus woodrowii
Cissus woodrowii là một loài thực vật hai lá mầm trong họ Nho. Loài này được (Stapf ex Cooke) Santapau miêu tả khoa học đầu tiên năm 1948.